# Kyle Seager
Kyle Duerr Seager (Charlotte, Carolina del Norte, 3 de noviembre de 1987), más conocido como Kyle Seager, es un exjugador profesional estadounidense de béisbol que se desempeñó en la posición de tercera base en las Grandes Ligas de Béisbol (MLB). Logró obtener un Guante de Oro.

## Carrera
Seager jugó como profesional once temporadas en Seattle Mariners (2011-2021), equipo en el que se retiró.

## Premios
Fue galardonado con el Guante de Oro en una oportunidad (2014).